# Leon Deichmann
Leon Deichmann (* 24. Februar 1997) ist ein deutscher Fußballspieler.

## Karriere
Nach seinen Anfängen in der Jugendabteilung des FTSV Komet Blankenese und des FC St. Pauli wechselte er im Sommer 2008 in die Jugendabteilung des Hamburger SV. Für seinen Verein bestritt er zehn Spiele in der B-Junioren-Bundesliga und 56 Spiele in der A-Junioren-Bundesliga, bei denen ihm insgesamt zwei Tore gelangen. Im Sommer 2016 wurde er in den Kader der zweiten Mannschaft in der Regionalliga Nord aufgenommen. Nach sechs Ligaspielen schloss er sich im Winter 2017 ligaintern dem Lüneburger SK Hansa an. Nach eineinhalb Spielzeiten und 47 Ligaspielen wechselte er im Sommer 2018 innerhalb der Liga zur zweiten Mannschaft des FC St. Pauli.
Bereits im nächsten Sommer wechselte er wieder ligaintern und er schloss sich dem VfB Oldenburg an. Am 1. September 2019 erlitt Deichmann beim Heimspiel seines Vereins gegen die Zweite Mannschaft des Hamburger SV einen offenen Schien- und Wadenbeinbruch, als der gegnerische Spieler Lukas Pinckert, nachdem er zuvor gefoult wurde, spektakulär auf Deichmann fiel. Die schwere Verletzung führte bei Deichmann zu einer sechsmonatigen Spielpause. Am Ende der Spielzeit 2021/22 gelang ihm mit seiner Mannschaft der Aufstieg in die 3. Liga, da er sich mit seinem Verein in den Aufstiegsspielen gegen den Meister der Regionalliga Nordost BFC Dynamo durchsetzte. Seinen ersten Profieinsatz hatte er am 23. Juli 2022, dem 1. Spieltag, als er beim 1:1-Heimunentschieden gegen den SV Meppen in der Startformation stand.

## Privates
Sein älterer Bruder Yannick Deichmann ist auch Profifußballer.

## Erfolge
VfB Oldenburg
- Meister der Regionalliga Nord und Aufstieg in die 3. Liga: 2021/22